# Имме, Эльза
Э́льза И́мме (нем. Else Imme; 24 сентября 1885 года, Берлин, Германия — 5 августа 1943 года, Берлин, Германия) — немецкая антифашистка, член движения Сопротивления во время Второй мировой войны, член организации «Красная капелла».

## Биография
Эльза Имме родилась в семье рабочих. У Эльзы была сестра-близнец Марта, которая в 1930-е годы с мужем Рудольфом Бернштейном эмигрировала в СССР и работала там в Коминтерне. Окончив школу, Эльза устроилась на работу подмастерьем.
С 1914 года работала заведующей в универмаге Wertheim на Лейпцигерштрассе в центре Берлина. В 1933 году вступила в Германский трудовой фронт и организацию «Национал-социалистическая народная благотворительность». С 1934 года у неё были постоянные контакты с сестрой в Советском Союзе.
Участвовала в движении Сопротивления, собирая деньги для сограждан-евреев, которых нацистский режим преследовал по расовому признаку. Также регулярно прослушивала передачи советского радио. В 1938—1939 годах её квартира на улице Бельфортер, 29 в Берлине была предоставлена ею для нелегальных собраний берлинской группы борцов Сопротивления во главе с Харро Шульце-Бойзеном. Летом 1942 года на этой квартире скрывались нелегальные агенты из СССР Эрна Эйфлер и Вильгельм Феллендорф.
18 октября 1942 года была арестована гестапо. После краткого пребывания в тюрьме на Принц-Альбрехт-штрассе, её перевели в тюрьму на Александерплац. 30 января 1943 года Имперский суд признал её виновной в «пособничестве врагу» и приговорил к высшей мере наказания. В камере смертников в женской тюрьме Барнимштрассе она ждала исполнения приговора. 5 августа 1943 года Эльза Имме была казнена в тюрьме Плётцензее в Берлине..
В 1969 году правительство СССР посмертно наградило её орденом Отечественной войны I степени.